# Centronia laurifolia
Centronia laurifolia là một loài thực vật có hoa trong họ Mua. Loài này được D. Don mô tả khoa học đầu tiên năm 1823.